# Ancylometes concolor
Espèce
Synonymes
- Dolomedes concolor Perty, 1833
- Ctenus unicolor Walckenaer, 1837
- Ancylometes vulpes Bertkau, 1880
- Ctenus argentinus Holmberg, 1881
- Ancylometes bolivianus Tullgren, 1905
- Lycoctenus bahiensis Strand, 1909
- Lycoctenus paraguayensis Strand, 1909
- Lycoctenus selenkae Strand, 1909
- Ctenus paulensis Mello-Leitão, 1922
- Ctenus iophorus Mello-Leitão, 1936
- Ctenus originalis Mello-Leitão, 1936
- Cupiennius diplocellatus Mello-Leitão, 1936
- Corinoctenus anomalostomus Mello-Leitão, 1939
- Ctenus infelix Mello-Leitão, 1940
- Ctenus metatarsalis Mello-Leitão, 1941
- Phoneutria niveobarbata Mello-Leitão, 1945
- Corinoctenus greenwayi Carcavallo & Martínez, 1960

Ancylometes concolor est une espèce d'araignées aranéomorphes de la famille des Ancylometidae.

## Distribution
Cette espèce se rencontre au Brésil, en Bolivie, au Paraguay et en Argentine.

## Description
Le mâle décrit par Höfer et Brescovit en 2000 mesure 20,0 mm et la femelle 32,0 mm.

## Systématique et taxinomie
Cette espèce a été décrite sous le protonyme Dolomedes concolor par Perty en 1833. Elle est placée dans le genre Ctenus par C. L. Koch en 1847 puis dans le genre Ancylometes par Höfer et Brescovit en 2000.
Ctenus unicolor a été placée en synonymie par C. L. Koch en 1847.
Ancylometes vulpes, Ctenus argentinus, Ancylometes bolivianus, Lycoctenus bahiensis, Lycoctenus paraguayensis, Lycoctenus selenkae, Ctenus paulensis, Ctenus iophorus, Ctenus originalis, Cupiennius diplocellatus, Corinoctenus anomalostomus, Ctenus infelix, Ctenus metatarsalis, Phoneutria niveobarbata, Corinoctenus greenwayi ont été placées en synonymie par Höfer et Brescovit en 2000.

## Publication originale
- Perty, 1833 : « Arachnides Brasilienses. » Delectus animalium articulatorum quae in itinere per Braziliam annis 1817 et 1820 jussu et auspiciis Maximiliani Josephi I. Bavariae Regis Augustissimi peracto collegerunt dr. J. B. de Spix et dr. C. F. Ph. de Martius. Monachii, p. 191-209.